# Dentachionaspis pittospori
Dentachionaspis pittospori är en insektsart som först beskrevs av Hall 1929.  Dentachionaspis pittospori ingår i släktet Dentachionaspis och familjen pansarsköldlöss.
Artens utbredningsområde är Zimbabwe. Inga underarter finns listade i Catalogue of Life.